# Episodi di Journeyman
La prima e unica stagione della serie televisiva Journeyman è stata trasmessa in prima visione assoluta negli Stati Uniti da NBC dal 24 settembre al 19 dicembre 2007.
In Italia è stata trasmessa in prima visione da Italia 1 dal 10 dicembre 2008 al 7 febbraio 2009.
| nº | Titolo originale            | Titolo italiano       | Prima TV USA      | Prima TV Italia  |
| -- | --------------------------- | --------------------- | ----------------- | ---------------- |
| 1  | A Love of a Lifetime        | Incontro al passato   | 24 settembre 2007 | 10 dicembre 2008 |
| 2  | Friendly Skies              | Cieli amici           | 1º ottobre 2007   | 16 dicembre 2008 |
| 3  | Game Three                  | Partita tre           | 8 ottobre 2007    | 23 dicembre 2008 |
| 4  | The Year of the Rabbit      | L'anno del coniglio   | 15 ottobre 2007   | 30 dicembre 2008 |
| 5  | The Legend of Dylan McCleen | La magia di Dan       | 22 ottobre 2007   | 6 gennaio 2009   |
| 6  | Keepers                     | Custodi               | 29 ottobre 2007   | 6 gennaio 2009   |
| 7  | Double Down                 | Partita doppia        | 5 novembre 2007   | 13 gennaio 2009  |
| 8  | Winterland                  | Uno scambio di troppo | 12 novembre 2007  | 13 gennaio 2009  |
| 9  | Emily (Part 1)              | Emily                 | 19 novembre 2007  | 31 gennaio 2009  |
| 10 | Blowback (Part 2)           | Minacce dal passato   | 26 novembre 2007  | 31 gennaio 2009  |
| 11 | Home By Another Way         | Non sono mio padre    | 10 dicembre 2007  | 31 gennaio 2009  |
| 12 | The Hanged Man (Part 1)     | Vita che non è        | 17 dicembre 2007  | 7 febbraio 2009  |
| 13 | Perfidia (Part 2)           | Perfidia              | 19 dicembre 2007  | 7 febbraio 2009  |

## Incontro al passato
- Titolo originale: A Love of a Lifetime
- Diretto da: Alex Graves
- Scritto da: Kevin Falls

### Trama
La vita di Dan Vasser sta per cambiare per sempre, quando scopre di essere tornato nel passato senza preavviso e senza neanche capire perché sta accadendo. Man mano che continua a viaggiare nel tempo, si concentra sul suo passato e il suo presente si svela davanti ai suoi occhi.

## Cieli amici
- Titolo originale: Friendly Skyes
- Diretto da: Alex Graves
- Scritto da: Kevin Falls

## Partita tre
- Titolo originale: Game Three
- Diretto da: Alex Graves
- Scritto da: Tom Szentgyorgyi

## L'anno del coniglio
- Titolo originale: The Year of the Rabbit
- Diretto da: Laura Innes
- Scritto da: Joan B. Weiss

## La magia di Dan
- Titolo originale: The Legend of Dylan McCleen
- Diretto da: Allison Liddi
- Scritto da: Matt McGuinness

## Custodi
- Titolo originale: Keepers
- Diretto da: Andrew Bernstein
- Scritto da: Paul Redford

## Partita doppia
- Titolo originale: Double Down
- Diretto da: Alex Graves
- Scritto da: J. R. Orci

## Uno scambio di troppo
- Titolo originale: Winterland
- Diretto da: Helen Shaver
- Scritto da: Dana Calvo

## Emily
- Titolo originale: Emily
- Diretto da: Frederick King Keller
- Scritto da: Juan Carlos Coto

## Minacce al passato
- Titolo originale: Blowback (Part 2)
- Diretto da: Karen Gaviola
- Scritto da: Kevin Falls

### Trama
Dan è a casa solo, ma una presenza entra e gli spara. Si tratta dell'agente immobiliare fatto arrestare in un suo viaggio nel passato, che vuole vendetta. Proprio in quel momento Dan torna nel 1980 per salvare un bambino dall'isolamento coatto che il padre, un poliziotto, lo costringe a subire. Sorte vuole che il bambino sia proprio l'agente immobiliare. Salvando il bambino, probabilmente il suo futuro e quello di Dan stesso cambieranno. Jack lo aiuterà dopo aver visto e parlato con Livia che credeva morta (come tutti) in un incidente aereo nel 1998.

## Non sono mio padre
- Titolo originale: Home By Another Way
- Diretto da: Lesli Linka Glatter
- Scritto da: Tom Szentgyorgyi

## Vita che non è
- Titolo originale: The Hanged Man (Part 1)
- Diretto da: Steven DePaul
- Scritto da: Tracy McMillan

### Trama
Dan torna nel passato e salva un ragazzo e sua madre sospesi in un burrone nel loro camper. Il salvataggio va a buon fine, ma Dan lascia involontariamente una macchina fotografica digitale nel passato. Al ritorno tutto è cambiato: Zack non c'è più e al suo posto c'è Caroline; tutto il resto non è cambiato... a parte la tecnologia: avanzatissima. Tutto risale a 8 anni fa con l'avvento delle nanotecnologie frutto del "ricordo" lasciato nel passato. Dan indagherà per capire chi è responsabile del cambiamento tecnologico e cercherà di riportare le cose alla "sua" normalità.

## Perfidia
- Titolo originale: Perfidia (Part 2)
- Diretto da: Alex Graves
- Scritto da: Aeden Babish e Matt McGuinness

### Trama
Questa volta Dan si risveglia nel 2007 in un ospedale psichiatrico dove incontra un uomo, Evan, che si definisce "un viaggiatore" anche lui. Il problema di Dan è che ora è considerato un "ospite" e viene ricoverato; l'obiettivo di Dan è aiutare Evan a scappare dall'ospedale prima e a vivere dopo. Livia e Dan non sono convinti che Evan sia uno di loro, ma ne hanno la conferma quando vedono una videocassetta che mostra Evan con una donna, sua moglie, che sarebbe stata uccisa. L'amore di Evan per lei lo spinge a cambiare il passato, cancellando per sempre la loro vita futura insieme. Ora l'unica cosa che chiede è un minuto da solo con la donna della sua vita, ma facendo così potrebbe accadere l'irreparabile.